# Muzeum Šumavy Kašperské Hory
Muzeum a galerie Šumavy Kašperské Hory je od roku 1967 organizačně jedním ze tří muzeí (Kašperské Hory, Sušice, Železná Ruda) komplexu Muzea Šumavy. Zřizovatelem je Plzeňský kraj.

## Historie
Muzejní začátky sahají do 20. let 20. století, bylo založeno v polovině 20. let a umístěno bylo v budově Odborné školy pro zpracování dřeva.
Zakladatelem muzea byl ředitel měšťanské školy Rudolf Nowak (1863–1932), který shromáždil více než tři tisíce sbírkových předmětů z města a okolí, zhotovil různé plánky a nákresy, velký model hradu Kašperku i obrazy z Kašperských Hor a okolí města, vše uloženo ve sbírkách.
Pokračovatelem byl profesor německé reálky Hans Kollibabe (1880–1950), vlastivědný pracovník a publicista, kronikář města a organizátor společenského a hudebního života, sběry lidové slovesnosti střední Šumavy vydal knižně, pro muzeum získal cenné přírůstky. V muzeu byl v té době uložen rozsáhlý městský archiv (nejstarší listiny byly z doby panování Jana Lucemburského). Ve 30. letech organizovalo muzeum sbírky k financování archeologických výzkumů keltských hradišť Obří hrad u Popelné a Hradiště na Sedle u Albrechtic (Sušice).
Obyvatelstvo Kašperských Hor byl většinově německé, po roce 1945 v městě zůstalo jen málo obyvatel. Správcem muzea po roce 1945 byl učitel Emanuel Bouška (1910–1980) až do konce 60. let. V poválečných letech uhájil existenci muzea, získat pro muzeum a jeho sbírky budovu čp.140 na náměstí, v níž muzeum sídlí dodnes. Výrazně rozšířil sbírky muzea o výrobky šumavských skláren, lidové umění, obrazy a grafiku i sbírky přírodovědné. Význam muzea byl posílen vyhlášením chráněné krajinné oblasti Šumava v roce 1963 a muzeum od té doby nově neslo název Šumavské muzeum.
Od roku 1976 vedoucím muzea je PhDr. Vladimír Horpeniak (1948), regionální historik, autor řady odborných publikací a statí. Sbírky muzea se trvale rozšiřují, stejně jako další aktivity muzea. Muzeum se stává centrem kulturního a společenského života města. Kromě stálých expozic pořádá pravidelné krátkodobé výstavy, při nichž dlouhodobě spolupracuje s prof. Janem Roytem (např. výstavy Lidová slovesnost na Šumavě, Barokní umění na Šumavě, Umění gotiky v krajích Otavy a Úhlavy). Je spolupořadatelem koncertů interpretů vážné hudby v kostele sv. Markéty a kostele sv. Mikuláše, v Kašperských Horách účinkovali mj. houslisté Václav Hudeček a Jaroslav Svěcený nebo soubor Schola Gregoriana Pragensis s uměleckým vedoucím Davidem Ebenem.
Muzeum je spoluvydavatelem sborníku Vlastivědné zprávy Muzea Šumavy a řady monografií o městě Kašperské Hory a šumavském okolí. Vladimír Horpeniak je autorem řady vlastivědných a historických publikací a statí ve sbornících a v Kašperskohorském zpravodaji.
Na budově muzea byla v roce 2015 odhalena pamětní deska Janu Lucemburskému od sochaře a restaurátora Jiřího Špinky.

## Sbírky
Část muzejních sbírek je vystavena, ostatní zpracované sbírky jsou uloženy v depozitářích. Dokončuje se (2021) oprava domu čp. 18 v ulici Bohdana Týbla, v níž budou umístěny depozitáře a technické zázemí.
Nejstarší sbírky jsou národopisné především z 19. století (textil, lidový malovaný nábytek, zemědělské nářadí a náčiní, řemesla, zvyklosti a obyčeje). Cenný je soubor podmaleb na skle, šumavské betlémy a šumavská umrlčí prkna.
Podstatnou část umělecké a uměleckoprůmyslové sbírky tvoří sklo z bývalých skláren na střední Šumavě, především soubor secesního skla ze sklárny Lötz v Klášterském Mlýně včetně sklářských vzorníků a archivu sklárny. Ve sbírce jsou i předměty vyráběné v dřevozpracujícím podniku Bohemia-Werke u Kašperských Hor nebo výrobky bývalé Odborné školy pro zpracování dřeva.
V archeologické sbírce jsou nálezy z hradišť Obří hrad a Sedla u Albrechtic, hradu Kašperka, středověké keramiky a ze záchranných výzkumů středověkých zlatých dolů.
Sbírku výtvarného umění tvoří středověké dřevěné plastiky a sochy madon včetně soch anonymního Mistra Oplakávání ze Zvíkova. Cenným exponátem je skříňový oltář z konce 15. století, tzv. Kašperskohorská archa. Od konce 50. let je budována sbírka regionálního výtvarného umění, rozsáhlá je sbírka obrazů a grafik se šumavskou tematikou od krajinářů Aloise Moravce, Josefa Krejsy, Otakara Nejedlého a Miroslava Houště a dalších, od Josefa Váchala kromě obrazů vlastní muzeum také dřevořezy.
Umělecké řemeslo je ve sbírce zastoupeno předměty z 18.a 19. století (svícny, lampy, konvice, talíře, liturgické předměty) a výrobky bývalé dřevařské školy v Kašperských Horách.
V muzejních sbírkách jsou uloženy také písemnosti, fotografie včetně negativů a diapozitivů, filmy i zvukové záznamy a pohlednice. Sbírková knihovna obsahuje regionální literaturu Šumavy. Systematicky jsou doplňována všechna vydání spisů Karla Klostermanna.
Po roce 1945 se začalo s budováním přírodovědného pracoviště včetně zřízení biologické stanice Národního muzea. Muzeum má sbírky zoologické (vycpaniny živočichů žijících na Šumavě) a botanické. Botanický ústav AV ČR zde mj. prováděl floristický výzkum. Součástí muzea je Stanice pro chráněné a ohrožené živočichy. Cenná je geologická a mineralogická sbírka získaná při geologických průzkumech.

## Expozice a výstavy
Hlavní (čp. 140) i vedlejší (čp. 141) budova muzea byly v posledních letech rekonstruovány, fasádě byly navráceny původní architektonické prvky odstraněné při předcházejících opravách. V letech 2019-2020 byl v budově instalován výtah pro hendikepované návštěvníky. V budově čp. 141 rekonstruované v letech 2009–2011 je v přízemí umístěna Galerie Šumavy pro krátkodobé výstavy. V patře budovy se připravuje (2021) nová trvalá expozice šumavského sklářství.
V přízemí hlavní budovy je umístěna stálá expozice Staré umění z jihozápadních Čech s kolekcí středověkých uměleckých památek: mj. gotickými sochami Madony s děckem z Nezamyslic, Madony z Dobrše 1470), Panny Marie z Klatov (ca 1419-1420) a prací Mistra Oplakávaní Krista ze Zvíkova. Vystaven je pozdně gotický křídlový oltář Panny Marie Ochranitelky z Kašperských Hor. V expozici jsou i památky barokní.
Na schodišti i v expozici nás provázejí obrazy s šumavskou tematikou malířů-krajinářů.
V 1. patře je expozice Příroda Šumavy s oddíly Život v šumavském lese, Příroda šumavských sídlišť a jejich okolí, Život v prostředí šumavských vod, Příroda šumavské otevřené krajiny.
Historická expozice v 2. patře je uspořádána do oddílů: Osídlení a bydlení, Zemědělství, dřevařství, domácká výrova, lidová kultura, Sklářství, Těžba zlata a Kašperské Hory. Jsou zde vystaveny také výrobky kašperskohorské továrny Bohemia-Werke (dřevěný drát, dřeváky, dřevěné úly). Návštěvníky zaujmou především secesní výrobky sklárny Lötz v Klášterském Mlýně. V expozici je též část pokladu mincí (keramický hrnec 3756 mincí, nejstarší byl parvus Jana Lucemburského) objeveného při úpravách náměstí v roce 2009.